# 21 Days
21 Days, ook bekend als 21 Days Together in Amerika, is een filmdrama uit 1940, gebaseerd op het toneelstuk The First and the Last van John Galsworthy. Enkele spelers zijn Vivien Leigh, Laurence Olivier en Leslie Banks.

## Cast
| Acteur              | Personage               |
| ------------------- | ----------------------- |
| Vivien Leigh        | Wanda                   |
| Laurence Olivier    | Larry Durrant           |
| Leslie Banks        | Keith Durrant           |
| Francis L. Sullivan | Mander                  |
| David Horne         | Beavis                  |
| Hay Petrie          | John Aloysius Evan      |
| William Dewhurst    | de 'Lord Chief Justice' |
| Esme Percy          | Henry Walenn            |
| Frederick Lloyd     | Swinton                 |
| Robert Newton       | Tolly                   |
| Victor Rietti       | Antonio                 |
| Morris Harvey       | Alexander MacPherson    |
| Elliott Mason       | Frau Grunlich           |
| Arthur Young        | Ascher                  |
| Meinhart Maur       | Carl Grunlich           |